# Status quo ante bellum
O termo status quo ante bellum (ou statu quo ante bellum), é uma expressão em Latim que significa literalmente, "o estado em que as coisas estavam antes da guerra".
Foi originalmente usado em tratados para se referir à retirada de tropas inimigas, e a restauração da liderança antes da guerra. Quando utilizado como tal, isso significa que ninguém ganha ou perde parcialmente seu território ou direitos econômicos e políticos. Isto difere com uti possidetis, onde cada lado mantém qualquer território ou bens que detém no fim da guerra. O termo tem sido generalizado para formar a frase status quo (ou statu quo) e status quo ante (ou statu quo ante).
Fora desse contexto, o termo "antebellum" nos Estados Unidos está geralmente associado com o período anterior à Guerra Civil Americana, enquanto na Europa e em outros lugares, com o período anterior à Primeira Guerra Mundial.

## Exemplos
Um dos primeiros exemplos foi o tratado que pôs fim a grande guerra de 602 à 629 entre o oriente do Império Romano e Império Sassânida. Os persas ocuparam a Ásia Menor, Palestina e Egito. Depois de uma bem sucedida contra–ofensiva romana na Mesopotâmia, finalmente trouxe o fim da guerra e a restauração da integridade fronteiriça oriental de Roma como era antes de 602. Ambos os impérios estavam exaustos depois desta guerra e não estavam prontos para se defenderem quando os exércitos do Islã emergiram na Arábia em 632.
Outro exemplo foi a guerra de 1812 entre os Estados Unidos e a Grã Bretanha, que foi concluída com o Tratado de Ghent em 1814. Durante as negociações, diplomatas britânicos sugeriram o fim da guerra como uti possidetis, mas a resolução final, em grande parte foi à favor dos norte–americanos após a vitória na Batalha de Lake Champlain, que não deixou ganhos ou perdas de terra nem para os Estados Unidos nem para as colônias britânicas no Canadá. Além disso, a Guerra dos Sete Anos (1756–1763) entre a Prússia e a Áustria concluiu como status quo ante bellum. A Áustria tentou retomar a região da Silésia, perdida na Guerra de Sucessão Austríaca oito anos antes, mas o território permaneceu nas mãos dos prussianos.
A Guerra Irã-Iraque (setembro de 1980 a agosto de 1988), deixou as fronteiras inalteradas. Dois anos depois, como a guerra com as potências ocidentais se aproximava, Saddam Hussein reconheceu os direitos do Irã sobre a metade oriental de Xatalárabe, e a reversão do status quo ante bellum que havia repudiado uma década antes. A Guerra das Malvinas (1982), terminou com a vitória militar britânica, mas não resolveu a disputa de soberania sobre as ilhas.
A Guerra de Kargil foi um conflito armado entre a Índia e o Paquistão, que teve duração de maio a julho de 1999 no distrito de Kargil, na Caxemira além de outros lugares ao longo da Linha de Controle. A causa da guerra foi a infiltração de soldados paquistaneses e militantes da Caxemira em posições no lado indiano da Linha de Controle, que serve como fronteira de facto entre os dois Estados. Durante os estágios iniciais da guerra, o Paquistão condenou inteiramente a luta pela independência dos rebeldes da Caxemira, mas os documentos deixados pelas vítimas e declarações feitas mais tarde pelo primeiro–ministro do Paquistão e o chefe do Exército provaram o envolvimento de forças paramilitares do país, lideradas pelo general Ashraf Rashid. O Exército Indiano, mais tarde, apoiado pela Força Aérea, recapturaram as posições paramilitares do Paquistão no lado indiano da Linha de Controle. Com a oposição diplomática internacional, as forças paquistanesas foram forçadas a se retirar ao longo da Linha de Controle indiana.